# كيسوكي يوشيزكي
كيسوكي يوشيزكي (باليابانية: 吉坂 圭介) (15 مايو 1974 في هيوغو في اليابان – )؛ هو لاعب كرة قدم سابق كان يلعب كحارس مرمى.